# 神秘劇

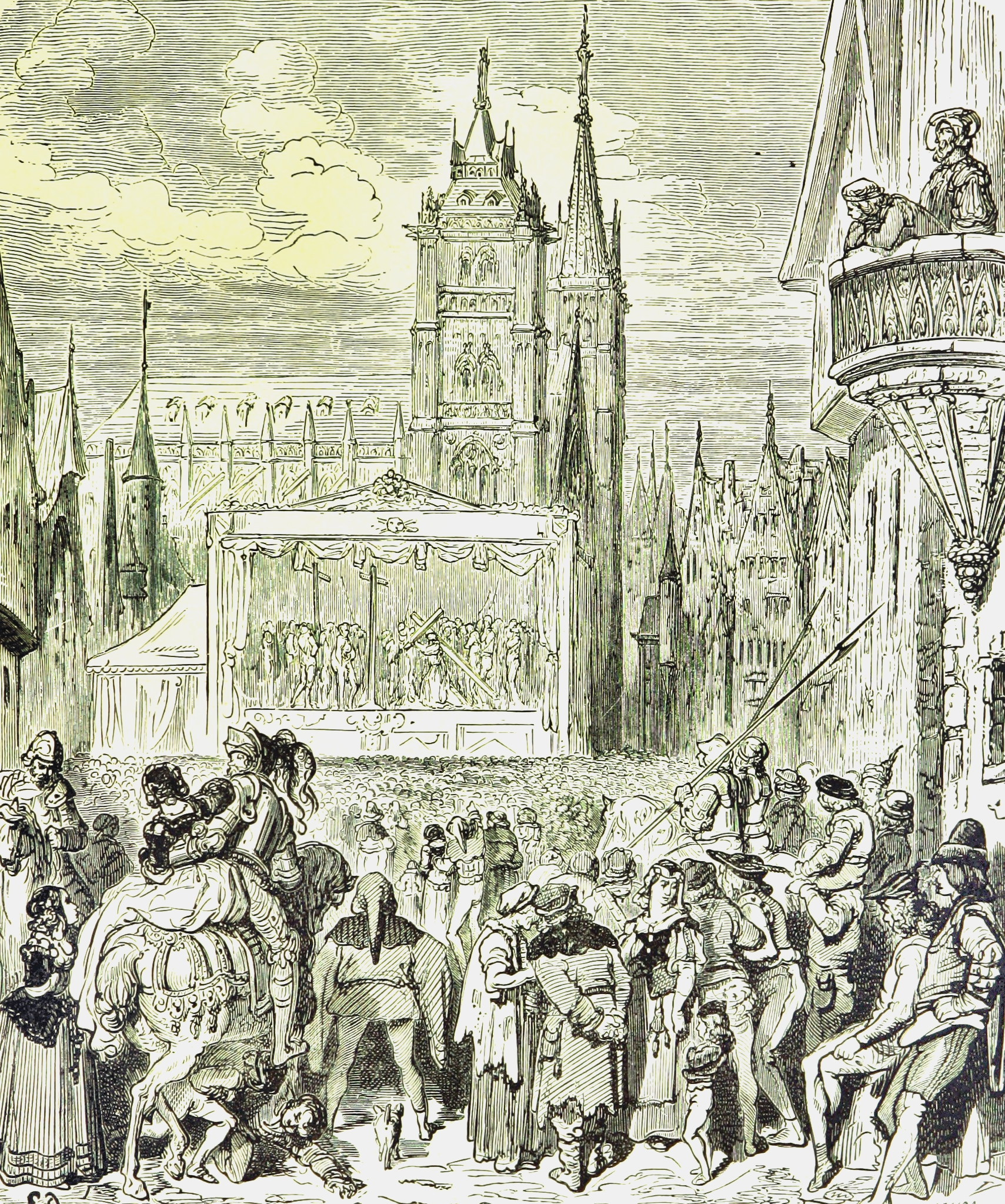
15世紀、フランドルにおける聖史劇上演の様子を描いた画

神秘劇または聖史劇（しんぴげき、せいしげき 仏:Mystère、英:Mystery plays）は、15世紀のフランスを中心に中世ヨーロッパで発達した宗教劇で、旧約・新約聖書に題材を得て、イエス・キリストの生誕・受難・復活の物語を主題とした劇のこと。奇跡劇（奇蹟劇、Miracle plays）とも。

## 概説
フランス語でMystère ミステール、英語でMystery playsと呼ばれているのは、15世紀のフランスで流行し中世末期のヨーロッパで行われるようになった宗教劇で、旧約聖書・新約聖書に題材を得て、キリストの降誕・受難・復活の物語を描く演劇・舞台のことである。これを日本語に訳す時は「聖史劇」や「神秘劇」といった表現をあてている。
10世紀から16世紀にかけて発展を見せ、とくに15世紀にその人気は頂点に達した。
中世の神秘劇はアンティフォナの歌を伴う活人画という面があった。
聖書にはイエス・キリストの物語が描かれている。が、中世のヨーロッパの聖書と言うと、もっぱらラテン語で書かれたものを用いていて、ラテン語は格式高いものの、当時人々は日常的に各地域の言葉（ラテン語からすでに分化が進んだ中世フランス語や中世スペイン語 等々）を用いていて、民衆にとってはラテン語は理解しづらく物語の内容が十分に伝わらないきらいがあったので、言葉だけに頼らず視覚も用いてそれを見せて伝える様々な工夫がされたわけであり、こうして（教会堂のステンドグラスや彫像 等と並び、またそれら以上に人物を生き生きと描くものとして）神秘劇が発展した、という背景がある。
最初ラテン語で演じられていたが、やがて各地域の言葉で、地元の人々も参加する形の宗教劇として発展し、聖堂の前の広場などに俳優役の人々と観衆が多数集い数日にわたって演じられるようになり、大流行した。
（その後、歴史的には様々な演劇や娯楽が増えるにしたがい徐々に関心が薄れ、演じられることが減ったが）現在でも、教会でクリスチャンの有志たちによって行われることのある演劇である。

## 歴史
神秘劇は、典礼文のテキストを装飾した簡単なトロープスとして始まり、徐々に精巧になり、やがて典礼劇に発展した。典礼劇の人気が増し、その土地土地の独自の形式が現れ、中世の後期には、旅役者一座や地方の共同体が組織した劇団が一般的になった。
典礼劇の中で最も良く知られているのは『だれを探しているのか（クエム・クエリティス、Quem Quaeritis?）』で、これはキリストの墓の前でいなくなったキリストを捜す3人のマリア（イエスの母マリア、マグダラのマリア、マルタの妹マリア）とそこに現れた天使との典礼の台詞を劇化したものである。典礼劇は後には台詞と演劇的な動きが付加され洗練されていった。最終的に、典礼劇は教会堂の外、教会堂の庭や市場へ上演の場を移した。典礼劇はラテン語で演じられたが、開演の前に、前説役がその土地の言葉で物語のあらすじを読んで聴かせるプロローグがついていた。
1210年に、法王は聖職者が公衆の前で演じるのを禁じた。こうして劇の組織は町のギルドに引き継がれ、その後、様々な変化が生じた。ラテン語は土地土地の言葉に置き換えられ、聖書の一節ではないものが滑稽なシーンとともに付け加えられた。演技と性格付けはより洗練されたものになった。
ヨークのようなイングランドのいくつかの大都市で、その土地土地の宗教的パフォーマンスがギルドおよび、聖書の中の特定の箇所に関係のあるギルドによって上演された。ギルドが管理しだしてから、ラテン語のmysteriumに由来するmystery playまたはmysteriesという言葉が生まれた。
「Mystery plays（神秘劇）」は現在、聖書というよりむしろ聖人の生涯のエピソードを再現した「Miracle plays（奇跡劇）」と区別されている。この2つの言葉は、中世の人々以上に現在の研究家が一般的に使っている。というのも中世の人々はこれらの劇を指すのに、さらにたくさんの専門用語を使っていたからである。
神秘劇は、いろいろな場所で、天地創造から最後の審判までのキリスト教暦の主要な出来事のすべてを扱う連作劇へと発展していった。15世紀の終わりになると、たとえば聖体祭（Corpus Christi）では「コーパス・クリスティ」（Corpus Christi）を演じるというように、祭日に合わせたサイクル（作品群）の上演がヨーロッパ各地で確立していった。時にはパジェントと呼ばれる、飾り立てた山車の上での上演がされ、町中を移動して群衆はそれぞれの劇を見ることができた。サイクルのすべてを上演すると20時間もかかるので、数日にかけて上演することもできた。これらを総称して「コーパス・クリスティ・サイクル」と呼ばれた。
劇はプロとアマチュアの混成で演じられ、台本は非常に洗練されたスタンザ形式で書かれた。セットと「特殊効果」に贅をこらしたものもあれば、殺風景でこぢんまりとしたものもあった。1つのサイクルの中にさえ、演劇的かつ詩的なスタイルの多様性が顕著だった。

## イギリスの神秘劇
イギリスには完全（またはほぼ完全）な聖書を題材とした戯曲集が4つ残っている。これらはサイクルとして呼んでさしつかえないだろう。
- ヨーク・サイクル（York Mystery Plays） - 最も完全な形で残っているもので、48の神秘劇（パジェント）から成っている。
- ウェイクフィールド・サイクル（Wakefield Cycle） - 32の神秘劇から成っている。Towneley家のTowneley Hallに長年保管されていた1つの写本の中にあったもので、「Towneleyサイクル」と呼ばれることもある。現在Huntington Library of Californiaに所蔵されている。
- ルーダス＝コヴェントリー・サイクル（またはHeggeサイクル）（N-Town Plays） - 42の神秘劇から成っている。現在では、少なくとも3つの相互関係のない神秘劇を編纂したものであることがわかっている。
- チェスター・サイクル（Chester Mystery Plays） - 24の神秘劇から成っている。エリザベス朝に古い中世のものを復元したものであることがわかっている。

他にはコヴェントリーで演じられた新約聖書サイクルの2つのパジェント、ノリッジとニューカッスル・アポン・タインでのパジェントがそれぞれ1つずつ現存している。さらに、マグダラのマリアの生涯を描いた15世紀の劇、パウロの改宗を描いた16世紀の劇が残っていて、ともにイースト・アングリアから出てきたものである。中英語劇の他に、コーンウォール語の劇も3つ、ヨーロッパ大陸にもいくつかのサイクルが残っている。
これらの聖書劇は、「ルシファーの失墜」「人類の創世と堕落」「カインとアベル」「ノアの洪水」「アブラハムとイサク」「キリストの降誕」「ラザロの復活」「キリストの受難」「キリストの復活」と内容は様々である。他のパジェントには、「モーセ」「予言者の行列」「キリストの洗礼」「荒野の誘惑」「聖母の被昇天と戴冠」の話が描かれている。残っているサイクルでいうと、新しく出現した中世の職人ギルドの後援から劇が生まれた。たとえば、ヨークの織物商たちは「最後の審判の日」のパジェントを後援した。しかし、すべての町の上演がギルドとの提携でなされたわけではない。チェスター・サイクルのパジェントはギルドと関係していたが、ルーダス＝コヴェントリー・サイクルの神秘劇については、ギルドと関係していた、あるいはパジェントの山車で上演されたことを示すものは何もない。おそらく現代の読者・観客に最も知られている神秘劇はウェイクフィールド・サイクルだろう。不幸なことに、Towneley写本にある劇が実際にウェイクフィールド（Wakefield）で上演されたのか、『Second Shepherds' Play』には、horbery shrogysという言及があるが（ホーベリー Horburyはウェイクフィールドの西の村）、それを確かめる術はない。『The London Burial Grounds』（1897年）の中で、著者のBasil Holmes夫人はロンドンのリーデンホール通りのSt Katherine Cree（教会）の隣にあるHoly Priory Churchが10世紀から16世紀に神秘劇を上演していたが、ロンドン主教エドマンド・ボナー（Edmund Bonner）が1542年にそれを禁止した、と書いている。。
ウェイクフィールド・サイクルは15世紀に「ウェイクフィールド・マスター」と呼ばれる匿名の作家が書いたとされている。昔の研究家たちはギルバート・ピルキントンという名前の人物が作者だと提唱したが、クレイグ他によって否定された。「ウェイクフィールド・マスター」という通称は文学史家Gayleyが住んでいた土地の名前からつけたものである。その人は教養ある聖職者であったか、あるいはウェイクフィールドの北およそ4マイルのところにあるWoodkirkの修道院出身の修道士であったと思われる。この匿名の作家がウェイクフィールド・サイクルの32の連作劇（平均384行）を書いたのかについてはまだ結論が出ず、一部の研究家たちは書いたのはせいぜい10本くらいではないかと言っている。サイクルは聖体祭の期間中に上演されたものである。教皇や秘蹟への言及が線を引いて消されていることは、プロテスタントによる編集が行われたことを示している。同様に、最後の2つの劇の間の写本の12葉がカトリック教会への言及のため破り取られている。こうした事実は、劇は遅くともヘンリー8世の統治期であるルネサンスの時代まで読まれ、上演されていたことを示唆するものである。ウェイクフィールド・サイクルの中で最も知られているパジェントは『The Second Shepherds' Pageant』である。これは羊泥棒のMakとその妻Gillを主人公にした「キリスト降誕」のバーレスクで、盗まれた子羊と人類の「救世主」（キリストのこと）をはっきりした対比させていると言っていいだろう。聖書外典の『アクタ・ピラティ』（Acts of Pilate）から派生した「キリストの地獄への降下」はヨーク・サイクル、ウェイクフィールド・サイクルの最も有名な劇である。
イギリス・ルネサンス演劇（エリザベス朝演劇とジェームズ朝演劇）の劇は神秘劇から発展した。

## 神秘劇の復活
1951年、Festival of Britainの一部として、ヨークで神秘劇が復活した。最近では、ルーダス＝コヴェントリー・サイクルがLincoln mystery playsとして復活した。

## 参考文献

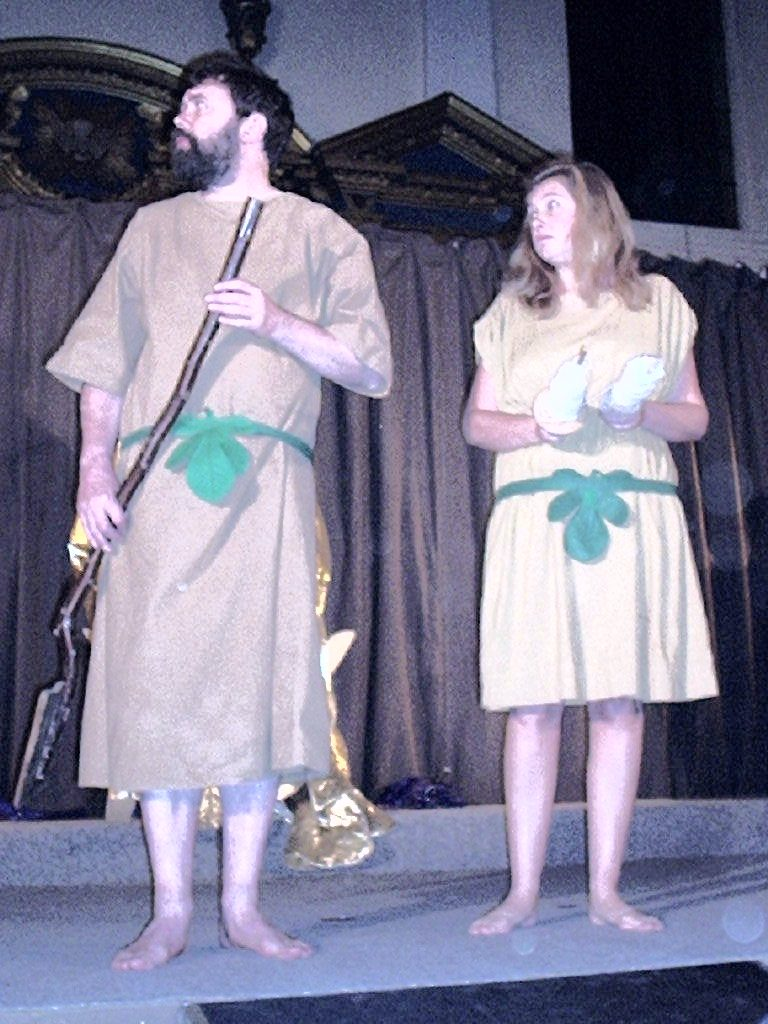
現代のPlayers of St Peterが演じる、アダムとイヴの楽園追放